# Johann Christoph Storer
Johann Christoph Storer, né en 1620 à Constance et mort en 1671, est un peintre, dessinateur et graveur sur cuivre bavarois. Storer figure parmi les grands artistes d'art sacré de la période baroque en Bavière, à la fin de la Guerre de Trente Ans.

## Biographie
Johann Christoph Storer est le fils du peintre Bartholomäus Storer établi à Constance. Il poursuit son éducation chez les jésuites nouvellement installés, puis étudie la peinture à Milan et ensuite à Augsbourg. Il demeure quelque temps à Constance après la mort de son père avant de retourner à Milan après la mort du cardinal Borromée patron des arts. Il travaille avec Ercole Procaccini, fils de Giulio Cesare Procaccini, puis travaille rapidement à son compte. Il reçoit nombre de commandes de la part de la compagnie de Jésus qui commence à s'installer dans sa province de Haute-Allemagne. Il rentre à Constance en 1652. Il s'adonne à la gravure à partir des années 1640 et compose de grandes œuvres religieuses sur toile, plus facilement transportables, surtout à partir de 1655.

## Quelques œuvres
- Décoration pour la réception des souverains espagnols (par exemple l'arc de triomphe de l'impératrice Marie-Anne, reproduit partiellement en plusieurs exemplaires)
- Décoration intérieure du Palazzo Terzi de Bergame
- Décoration intérieure et tableaux de la chartreuse de Pavie, de l'église Saint-Ignace de Landshut, de la chapelle du Rosaire, etc.
- Quis sicut Dominus Deus noster?, 1650, avec Mathaüs Küsel (1629-1681) [3]